# پانا (ایلینوی)
پانا، ایلینوی (به انگلیسی: Pana, Illinois) یک شهر در ایالات متحده آمریکا با جمعیت ۵٬۸۴۷ نفر است که در ایلی‌نوی واقع شده‌است.

## موقعیت جغرافیایی
موقعیت جغرافیایی شهرها و مناطق اطراف به شرح زیر است: